# Croati di Bosnia ed Erzegovina
I croati di Bosnia ed Erzegovina, spesso noti come croato-bosniaci, sono uno dei popoli costitutivi della Bosnia ed Erzegovina, nonché il terzo gruppo più popoloso del paese dopo bosgnacchi e serbo-bosniaci.
I croato-bosniaci hanno contribuito in maniera significativa alla cultura della Bosnia ed Erzegovina. Si autodefiniscono di lingua madre croata e si identificano maggioritariamente con il cattolicesimo.
Secondo il rapporto preliminare dell'ufficio statistico della Bosnia ed Erzegovina, al censimento del 2013 si sono registrati 533.000 croato-bosniaci.

## Demografia

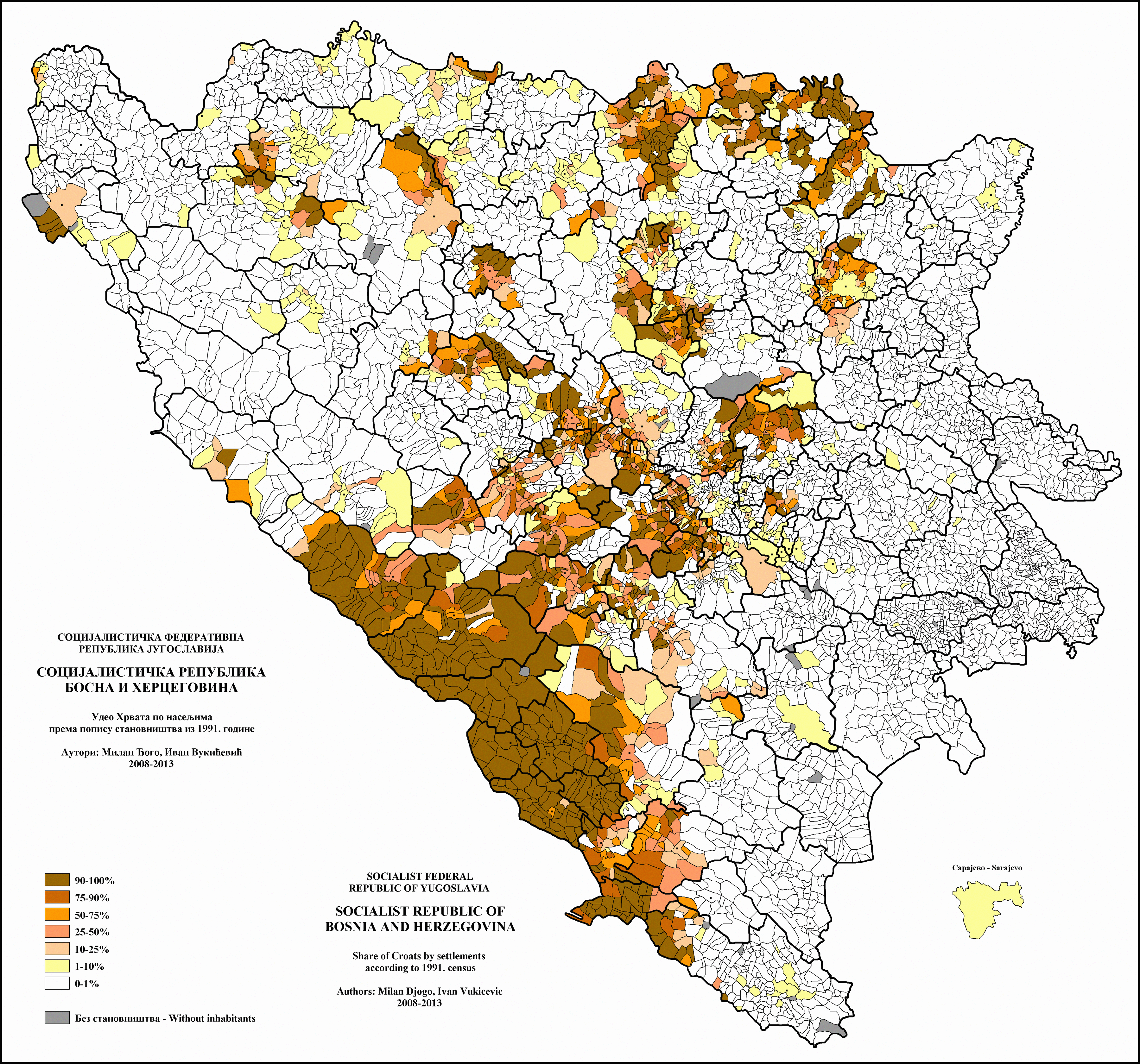
Aree a prevalente popolazione croato-bosniaca secondo il censimento del 1991

I croato-bosniaci sono una maggioranza demografica nelle municipalità di Mostar, Široki Brijeg, Ljubuški, Livno, Čitluk, Tomislavgrad, Čapljina, Orašje, Posušje, Žepče, Grude, Vitez, Kiseljak, Busovača, Prozor-Rama, Odžak, Stolac, Neum, Domaljevac-Šamac, Usora, Kreševo, Kupres, Dobretići e Ravno. Le municipalità in cui i croato-bosniaci costituiscono almeno un terzo della popolazione includono Novi Travnik, Jajce, Uskoplje, Vareš e Glamoč; almeno un sesto (15%) della popolazione a Travnik, Fojnica, Brčko, Bugojno, Drvar e Grahovo. Quattordici municipalità a maggioranza croato-bosniaca costituiscono un'area omogenea da Kupres a Ravno, lungo il confine occidentale del paese; altre dodici municipalità rappresentano invece enclavi. Mostar è la città con la più grande popolazione di croato-bosniaci in Bosnia ed Erzegovina.

### Storia demografica
| Popolazione                                                                            |                 |        |                        |
| Anno                                                                                   | Croato-bosniaci | %      | Popolazione totale BiH |
| 1921                                                                                   | 444,308         | 23.50% | 1,890,440              |
| 1931                                                                                   | 547,949         | 23.58% | 2,323,555              |
| 1948                                                                                   | 614,123         | 23.93% | 2,565,277              |
| 1953                                                                                   | 654,229         | 22.97% | 2,847,790              |
| 1961                                                                                   | 711,666         | 21.71% | 3,277,948              |
| 1971                                                                                   | 772,491         | 20.62% | 3,746,111              |
| 1981                                                                                   | 758,140         | 18.39% | 4,124.008              |
| 1991                                                                                   | 760,852         | 17.38% | 4,377,053              |
| Risultati ufficiali dei censimenti (tanti croato-bosniaci si dichiaravano "jugoslavi") |                 |        |                        |

## Lingua
I croati di Bosnia ed Erzegovina parlano croato, una variante standardizzata della lingua serbo-croata, parlata dal popolo della Bosnia ed Erzegovina. Benché la maggior parte di loro parli la variante stocavo-ijekava, che è anche la norma tra bosgnacchi e serbo-bosniaci, anche la variante ikava è parlata in varie aree della Bosnia-Erzegovina.

## Partiti politici
I croato-bosniaci sono rappresentati da vari partiti politici, spesso corrispondenti ai loro omologhi in Croazia. L'Unione Democratica Croata di Bosnia ed Erzegovina (HDZ BiH) e l'Unione Democratica Croata 1990 (HDZ 1990), di centrodestra, e il Partito Croato dei Diritti di Bosnia ed Erzegovina (HSP BiH), di destra, sono i più popolari. L'Alleanza Popolare Croata di Bosnia ed Erzegovina (HPP) e la Nuova Iniziativa Croata (NHI) sono partiti minori. Altri croato-bosniaci di centro e di sinistra, come Željko Komšić, si riconoscono in partiti non-etnici come il Partito Socialdemocratico di Bosnia ed Erzegovina.